# Arantza
Arantza là một đô thị trong tỉnh và cộng đồng tự trị Navarre, Tây Ban Nha. Đô thị này có diện tích là 30,24 ki-lô-mét vuông, dân số năm 2007 là 648 người.
Đô thị nằm ở độ cao 271 m trên mực nước biển.
Các đô thị giáp ranh: Lesaka, Igantzi, Sunbilla, Zubieta, Ituren, Goizueta.

## Biến động dân số
| Biến động dân số                                      | Biến động dân số | Biến động dân số | Biến động dân số | Biến động dân số | Biến động dân số | Biến động dân số | Biến động dân số | Biến động dân số | Biến động dân số | Biến động dân số |
| 1996                                                  | 1998             | 1999             | 2000             | 2001             | 2002             | 2003             | 2004             | 2005             | 2006             | 2007             |
| ----------------------------------------------------- | ---------------- | ---------------- | ---------------- | ---------------- | ---------------- | ---------------- | ---------------- | ---------------- | ---------------- | ---------------- |
| 714                                                   | 703              | 679              | 655              | 645              | 628              | 603              | 584              | 625              | 657              | 648              |
| Nguồn: Arantza et instituto de estadística de navarra |                  |                  |                  |                  |                  |                  |                  |                  |                  |                  |